# Abee (метеорит)
Abee (рус. Эйби́) — энстатитовый метеорит весом 107 000 граммов. Упал 10 июня 1952 года в Канаде. Метеорит представляет собой прямоугольный блок, в состав которого входит в основном железо и никель. В метеорите присутствует очень мало органических включений. Есть вероятность, что Эйби прибыл к нам с внешнего астероидного пояса Солнечной системы.